# 유엔
유엔(영어: UN) 또는 국제연합(國際聯合, 영어: United Nations 유나이티드 네이션스[*], , 러시아어: Организация Объединённых Наций 오르가니자치야 오비예디뇬니흐 나치[*], 중국어: 联合国, 병음: Liánhéguó 롄허궈[*], 스페인어: Organización de las Naciones Unidas 오르가니사시온 데 라스 나시오네스 우니다스[*], 아랍어: الأمم المتحدة 알우맘 알무타히다[*], 문화어: 련합국기구)은 국제 평화와 안전을 보장하고, 국제 협력 증진, 인권 개선 등의 활동을 통해 세계의 번영을 추구하는 국제 기구이다. 또한 UN은 전세계 거의 모든 국가를 아우르는 국제 기구이며, 1945년 10월 24일에 제2차 세계대전 종전 이후 출범했다. 설립 목적은 국제법, 국제적 안보 공조, 경제 개발 협력 증진, 인권 개선으로 세계 평화를 유지하는데 있다. 현재 유엔 가입국가의 수는 총 193개국이다.
동일 영문은 제2차 세계대전 당시 연합국이었으며, 마찬가지로 United Nations으로서 추축국에 반대되는 개념이었다. 또한 그 후 1945년 제2차 세계대전 이후에 발족됐으며, 원칙적으로는 각국의 전쟁을 막고 대화 교섭을 찾자는 명분으로 국제 연맹의 역할을 사실상 대체하게 되었는데, 기존과는 달리 군사력을 동원할 수 있는 등 세계적으로 행사할 수 있는 힘을 가지게 되었다. 현재 주권국으로 인정되는 거의 대부분의 국가가 유엔 회원국이다. UN의 본부는 미합중국 뉴욕에 있으며, 뉴욕에 있는 본부에서는 매년 총회를 열어 주요 안건을 상정 및 논의한다. 또한, 네덜란드 헤이그에 국제사법재판소을 두고 있다. UN의 사무국은 케냐 나이로비(나이로비 사무국), 오스트리아 빈(빈 사무국), 스위스 제네바(제네바 사무국)에 위치하고 있다.

## 역사
기존에 국제 질서를 조정하는 역할을 수행하던 국제 연맹은 국제 사회 내 영향력을 서서히 잃어가고 있었고, 결국 1939년 세계 대전이 다시 일어나는 것을 막지 못했다. 이에 국제 연맹을 이을 일종의 계승체로서 제2차 세계 대전의 연합국을 중심으로 유엔이 고안된다. 영문명인 "United Nations"(유나이티드 네이션스)는 프랭클린 D. 루즈벨트와 윈스턴 처칠이 추축국에 대항해 계속 싸울 것을 결의하고자 발표한 연합국 선언에서 처음으로 사용됐다. 이 선언은 1943년 승인됐으며 연합국 기구를 결성하기로 했다. 이듬해 연합국 주요국 대표들이 모여 덤바턴오크스 회의를 열었다. 2년 동안의 논의를 통해 유엔의 주요 목적, 회원국, 구조, 평화, 안보, 공조에 대한 목표를 설정하기에 이른다.
1945년 샌프란시스코에서 열린 연합국 회의에 참석한 50개국 대표는 초안을 바탕으로 유엔 헌장을 작성해 6월 26일 조인했다. 같은 해 10월 24일 헌장이 미국, 영국, 프랑스, 소련, 중화민국과 46개의 타국가 동의로 발효하면서 유엔이 출범했다. 유엔의 창설일인 10월 24일(유엔의 날)은 각국에서도 기념일로 지정되고 있다.
최초 51개 회원국이 모두 참석한 최초의 유엔 정기총회는 1946년 1월 런던에서 열렸다.

## 유엔 헌장
유엔 헌장은 모두 19장 111조로 이루어져 있다.
제1장 목적과 원칙
목적: 국제 평화·안전, 우호, 인권
제6장 평화적 분쟁 해결
협상, 심사, 중개, 조정, 중재, 재판, 지역 기관·협정
제7장 평화 위협, 평화 침해, 침략행위에 대한 조치
제41조: 경제 관계 중단, 교통·통신 중단, 단교
제42조: 군사행동—시위·봉쇄 등

## 조직체
현재 유엔의 주요 기구는 다섯 곳이다. 유엔 신탁 통치 이사회도 포함됐으나 1994년에 팔라우가 독립하면서 이 기관의 실질적인 기능이 사라지게 되어 주요 기구에서 제외하고 있다. 주요 기구 다섯 곳은 다음과 같다.
- 유엔 총회: 회원국이 모두 모여 심의.
- 유엔 안전 보장 이사회(안보리): 국제 평화·안전 유지.
- 유엔 사무국: 일상 업무 처리. 사무총장이 수장.
- 유엔 경제 사회 이사회: 전문기구 활동 조정.
- 국제사법재판소: 법적 분쟁 해결.
- 유엔 신탁 통치 이사회: 신탁통치 지역 감독. (현재는 기능이 정지된 상태)

| 유엔 총회 회원국이 모두 모여 심의                         |                                                                                              | 유엔 사무국 유엔의 행정 조직                                         |  | 국제사법재판소 유엔의 사법 기관 |  |  |
| UN General Assembly hall                                  | Headquarters of the UN in New York City                                                      | International Court of Justice                                       |  |                                 |  |  |
|                                                           |                                                                                              |                                                                      |  |                                 |  |  |
|                                                           |                                                                                              |                                                                      |  |                                 |  |  |
| 유엔 안전 보장 이사회 국가 간 평화와 안보를 중재하는 역할 | 유엔 경제 사회 이사회 세계 경제사회의 협력개발을 증진하고자 정기 총회의 업무를 보필하는 역할 | 유엔 신탁 통치 이사회 신탁통치지역 감독. (현재는 기능이 정지된 상태) |  |                                 |  |  |
| UN security council                                       | UN Economic and Social Council                                                               | UN Trusteeship Council                                               |  |                                 |  |  |
|                                                           |                                                                                              |                                                                      |  |                                 |  |  |

여섯 곳 중 다섯 곳은 뉴욕에 위치하며 국제사법재판소는 네덜란드의 헤이그에 위치한다.

### 유엔 안전 보장 이사회
유엔 안전보장이사회는 국가 간 평화와 안보를 중재하는 역할을 한다. 대한민국과 일본 등에서는 안보리로 줄여 부르기도 한다. 다른 유엔 조직에서는 "권고안(Recommendation)" 선까지만 발표할 수 있지만 안보리에서 만큼은 유엔 헌장 25조에 따라 관련 사안의 심각성, 국제적 협력을 통해 구속력이 있는 결정을 낼 수 있다.
안보리는 15개국이며 5개국의 상임이사국과 10곳의 비·상임이사국으로 구성된다. 상임이사국은 미국, 영국, 프랑스, 러시아, 중국이며 거부권을 행사할 수 있다. 논의되고 있는 사안에 대해 거부권을 행사할 수 있기는 하지만 절차상에 문제에 대해 결의안 자체에 관한 논의를 거부하는 것은 불가능하다.
10개의 비상임 이사국은 2년마다 바뀌며 대륙 안배를 고려해 선거로 결정된다. 잇따른 위기 상황 대처에 신속한 대응책을 내놓지 못하면서 안보리 자체에 대한 비난의 목소리가 높아지고 있기도 하다. 또한 상임이사국의 거부권 행사가 논란을 일으키며 국제정세에 타격인 경우도 늘고 있는 실정이다.

### 유엔 사무국

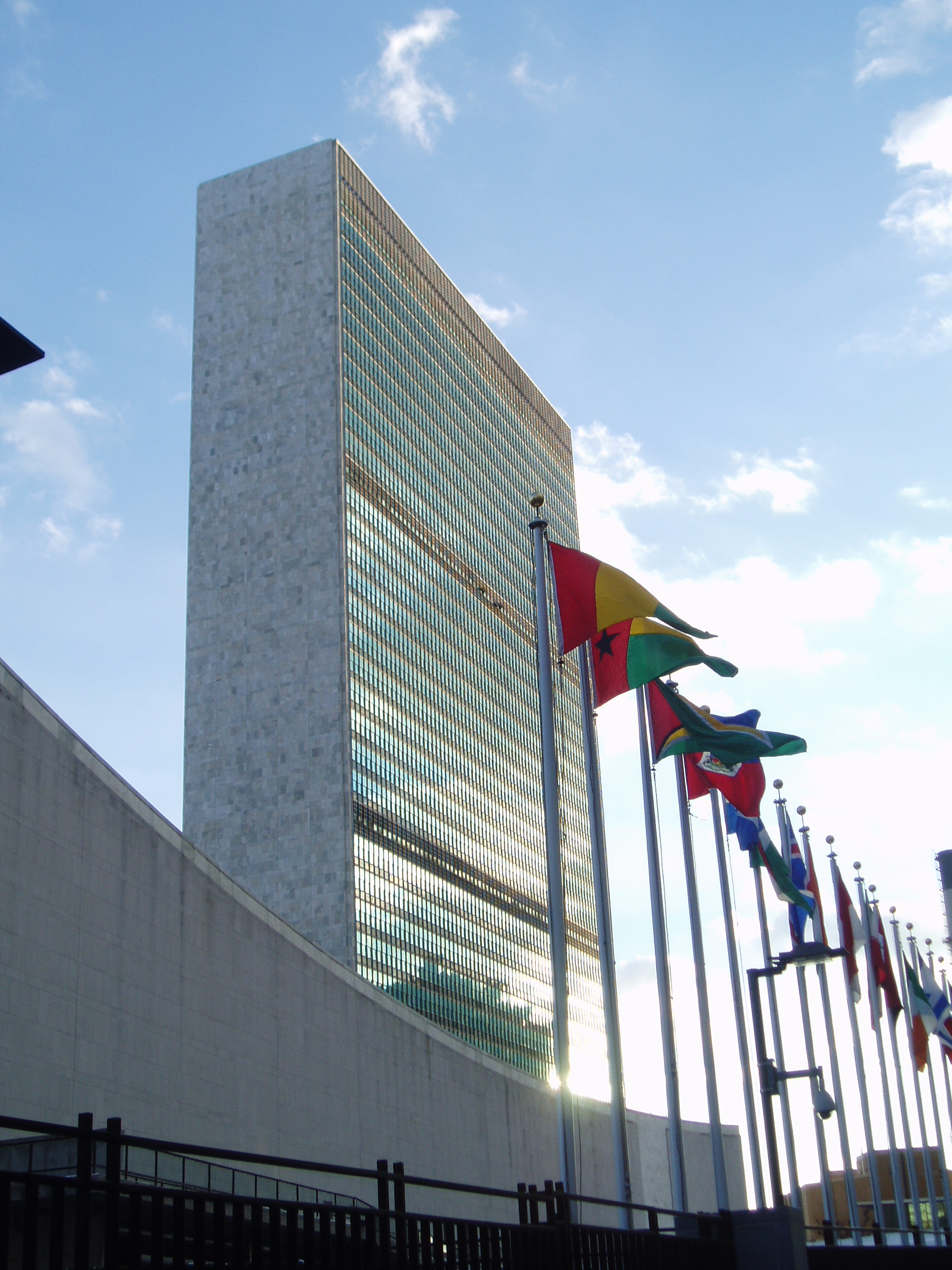
유엔 사무국 건물의 모습

유엔 사무국은 유엔 사무총장이 수장이며 유엔의 직원들이 일하는 곳이다. 세계 시민에게 봉사한다는 뜻으로 국제 공무원(international civil servants)으로 불린다. 회원국 간의 회의에 따라 필요한 시설 확충, 연구 사항에 대해 실질적인 업무가 이루어지는 곳이다. 유엔 총회를 통해 결의되거나 상정된 안건에 대해서 제안을 하기도 한다.
직원의 경우에는 헌장에서도 가장 유능하고 외국어에 유창하며 상호 협동성이 뛰어난 사람이 적합하다고 밝히고 있다. 다만 지역적 안배를 거론한다. 직원에 대해서 업무를 제한하거나 요청하는 것은 유엔을 제외한 어느 권력 기관도 할 수 없다. 특정 국가에서 공무원으로 지내다가 파견되는 경우도 있기에 어느 국가의 정치적 이해가 반영되는 것을 용인하지 않는 것이다. 사무총장만이 직원의 임명에 권한을 가진다.
사무총장의 의무는 국제 분쟁을 조정하며 평화유지군 관련 결의를 조정, 국제 회의 준비, 총회의 결의안에 대한 이행, 회원국 정부와의 다양한 이해 사안 조정 등이다. 사무국의 주요 사무실에는 유엔 인도지원조정국과 유엔 평화유지군 사무소도 포함된다.

#### 유엔 사무총장

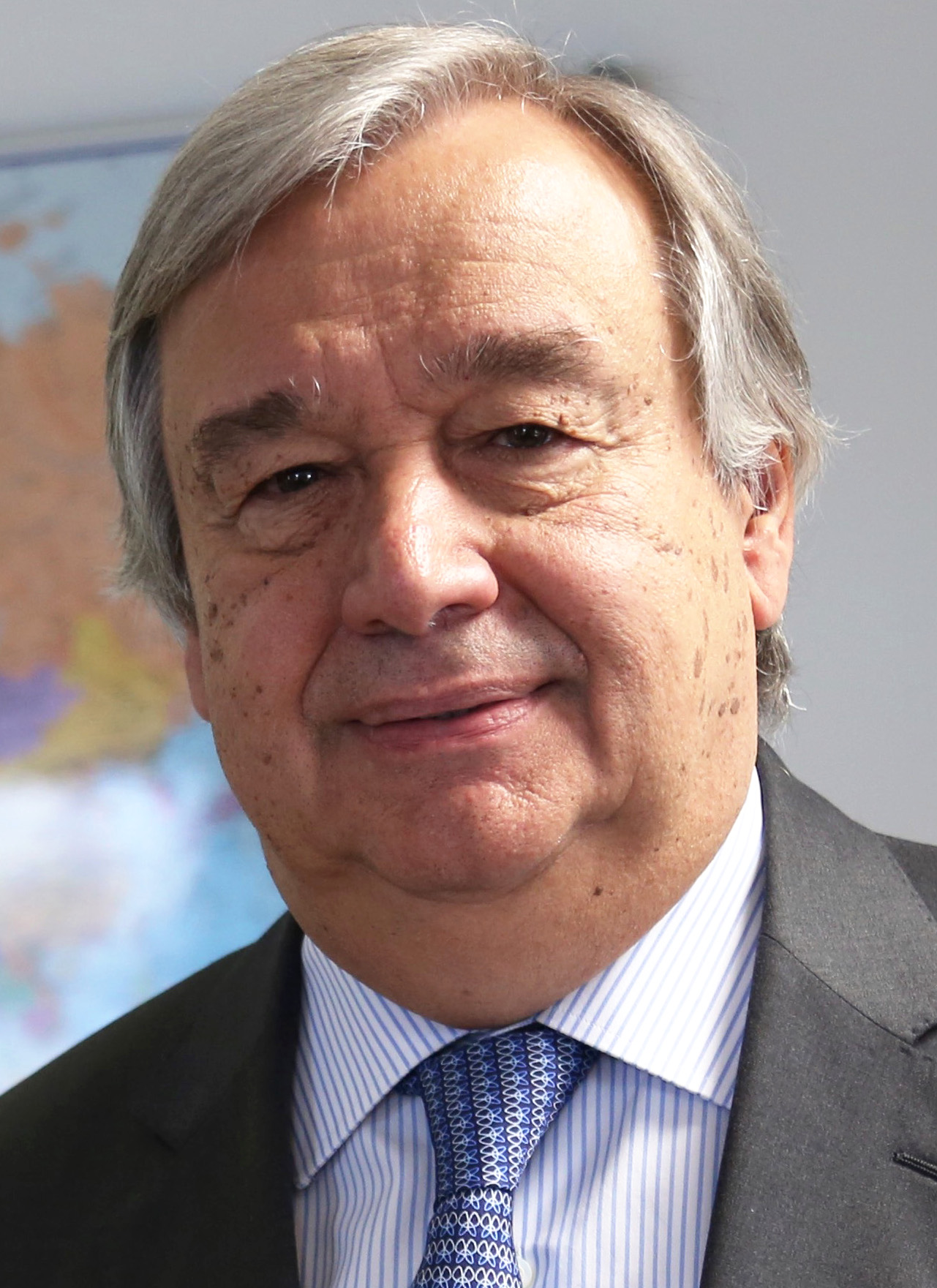
현임 유엔 사무총장 구테흐스

유엔 사무국은 사무총장이 지도자로 역할하며 사실상 유엔을 대표하는 대변인에 해당한다. 현재의 사무총장은 2017년도에 취임한 안토니우 구테흐스이다. 유엔 헌장 상 사무총장은 5년 기한을 10년까지 연임할 수 있다.
프랭클린 D. 루즈벨트가 말했듯이 유엔 사무총장은 "국제 사회의 조정자"이며 헌장에서는 유엔의 최고 행정관으로 규정하고 있다. 하지만 헌장에서는 사무 총장 또한 세계 평화와 안보 유지에 반하는 문제가 있을 시 안보리에 논의 사항으로 상정될 수 있다고 밝히고 있어 특정 사안에 대해 세계적 시각으로 판단하고 조율할 것을 간접적으로 명시하고 있다. 사무총장이라는 직위는 단순히 유엔의 공무원이 아니며 세계 최고의 외교관이자 중재자로서 기본적인 업무에서 국제 사회의 각국 분쟁 사항 조율을 추진함과 동시에 회원국 간의 국가적 합의를 이루도록 협조하는 데 있다.

### 국제사법재판소

네덜란드 헤이그에 있는 법원 평화궁

국제사법재판소(The International Court of Justice, ICJ)은 네덜란드 헤이그에 위치하며 유엔의 가장 주요한 사법 기관이다. 1945년 유엔 헌장에 따라 설립됐으며 이듬해 국제정의법원(Permanent Court of International Justice)의 계승기관이 되었다. 법정 규정 및 성문율은 국제정의법원과 마찬가지로 법률을 규정하고 특정 사안에 제한하는 일종의 헌법적 성격을 지니고 있다.
특이하게도 국제사법재판소는 헤이그의 사립 법률학교인 헤이그 국제법학학교와 건물을 공유하며 평화국은 ICJ의 독자 관할 구역이다. 사실 지금 ICJ 소속 근로자들 다수가 바로 옆 학교의 학생들이거나 출신자들이다. 국가 간 분쟁 사안을 조정하고 인종 차별을 무기로 대량 살상을 저지르거나 불법 전쟁 범죄를 자행하는 사건을 주로 다루기도 한다.
국제형사법원(ICC)는 ICJ와 관련돼 있으며 유엔 정기 총회의 결정에 따라 국제적인 논의를 더욱 공고히 다지고자 2002년 설립됐다. ICC는 국제법에 반하는 가장 잔인하고 끔찍한 법을 저지른 범죄자들을 전문적으로 맡게 될 최초의 국제 법정이 됐다. ICC는 인사, 자금운용 면에서 유엔의 간섭을 받지 않지만 주요 결정 사안에 대해서는 유엔이 직접 참관하기도 한다. 이에 대해서는 UN과 ICC 간 법적으로 충분한 견해를 공유하자는 뜻해서 일종의 양해각서 체결이 있었다.

### 유엔 경제 사회 이사회
유엔 경제사회이사회(The Economic and Social Council, ECOSOC)는 세계 경제사회의 협력개발을 증진하고자 정기 총회의 업무를 보필하는 역할을 맡는다. 유엔 총회에서 2/3 이상의 다수결로 선출된 54개국이 3년 간 이사국을 맡는 식이다. 의장은 대개 중립국이나 강소국 출신의 인물이 1년 간 임기를 수행하는 것이 보통이다. 경제사회국 회의는 해마다 7월 4주간 열리며 1998년 이후로 4월에 세계은행과 국제통화기금 위원회가 참석하는 가운데 세계 경제부 장관들이 모여 회의를 갖는다.
경제사회 이외에 세계 각국의 정보를 수집하며 특정 사안이나 우려가 있을 경우 관련국에 통보 및 권고안을 내놓기도 한다. 또한 유엔 내부 기구 중 유엔 자체의 업무에 가장 충실히 입각하는 기관이기에 국제 사회에서 논의된 정책이나 다른 기관들과의 조율을 이루도록 노력하며 이런 면에서는 가장 활동이 두드러진다고 볼 수 있다.

### 전문기구
유엔 헌장은 각각의 유엔의 주요 조직들은 다양한 전문기구를 그들의 의무를 다하기 위해 설립할 수 있다고 규정했다. 몇몇 잘 알려진 기구들은 국제 원자력 기구, 식량 농업 기구, 유네스코, 세계 은행, 그리고 세계 보건 기구이다. 유엔은 이러한 기구들을 통해 대부분의 인도주의적인 작업을 수행한다. 예시들은 세계 보건기구의 백신 프로그램들, 세계 식량 계획의 기근과 영양 실조의 방지, 그리고 유엔난민기구의 취약하고 추방된 사람들의 보호이다.

## 유엔산하기관
유엔산하기관은 정부 간 기구라는 점에서는 전문기구와 같으나 그 설립이 국제연합 총회의 결의에 의하며, 회원국 구성이 국제연합 또는 국제연합전문기구 회원국들의 자발적 참여·선임의 방식에 의한다는 본질적 차이가 있다. 주로 인권·환경·보건 분야와 저개발지역 원조에 관련된 사업·계획 추진을 목적으로 통상 시한적 성격에서 출발하지만 필요에 따라 개편·확대·통합의 방식으로 상설화되는데, 국제연합 총회의 의사에 지배되며 그에 책임을 진다. 물론 각 기관은 자체적인 의결·행정관리·집행기관 조직을 설치하여 운영되는데, 최종적인 의사결정·감독기관은 국제연합 총회의 주요 상설·특별위원회조직이나 사무총장 또는 그 보조기관이다.
- 국제여성향상연구훈련원(INSTRAW), 유엔인간정주위원회(HABITAT), 유엔무역개발회의(UNCTAD), 유엔마약통제계획(UNDCP), 유엔개발계획(UNDP), 유엔환경계획(UNEP), 유엔인구활동기금(UNFPA), 유엔난민고등판무관실(UNHCR), 유니세프(UNICEF), 유엔여성개발기금(UNIFEM), 유엔훈련조사연구소(UNITAR), 유엔대학(UNU), 세계식량이사회(WFC), 유엔팔레스타인 난민구제사업기구(UNRWA), 현대세계정보사회대책회의 (WISDOM)등이 있다.

## 언어
유엔의 공식 언어는 영어, 프랑스어, 러시아어, 중국어, 스페인어, 아랍어이다. 영어는 영국 영어를 사용하고 중국어는 표준 중국어와 간체자를, 아랍어는 현대 표준 아랍어를 사용한다.
이들 언어는 유엔 총회, 유엔 안전 보장 이사회, 유엔 경제 사회 이사회를 비롯한 주요 기구에서 사용된다. 한 나라의 각 대표는 6개 언어 가운데 하나를 사용하여 말하거나 다른 언어로 말하고 6개 공식 언어 가운데 하나에 대한 해석을 제공할 수 있다. 유엔은 유엔 통역 서비스를 통해 5개의 다른 공식 언어로 동시 통역을 제공한다. 6개의 공식 언어는 유엔에 공식 문서에서 사용되며 각 6개 언어의 문자는 동등한 권리를 갖는다. 유엔 사무국에서는 영어, 프랑스어를 사용한다.
1946년에 열린 제1차 유엔 총회에서는 국제사법재판소 이외의 모든 유엔 기구들에서 사용될 언어에 관한 규정을 제정하여 영어, 프랑스어, 러시아어, 중국어, 스페인어 5개 언어를 공식 언어로, 영어, 프랑스어 2개 언어를 작업 언어로 각각 지정했다. 1948년에 열린 유엔 총회에서는 스페인어가 작업 언어로 지정되었고 1968년에 열린 유엔 총회에서는 러시아어가 작업 언어로 지정되었다. 1973년에 열린 유엔 총회에서는 중국어가 작업 언어로 지정되었으며 아랍어가 공식 언어, 작업 언어로 추가 지정되었다.

## 회원 자격
2011년 7월 15일 남수단이 가입하면서 현재 유엔 회원국으로는 193개국이 있다. 모든 독립 주권 국가를 유엔 회원국으로 보아도 무방하지만, 바티칸 시국과 팔레스타인은 유엔 총회 옵서버로 회원은 아니다. 이외에 코소보는 세르비아의 일원으로 간주되며, 중화민국은 1971년 유엔 총회 결의 제2758호가 통과된 이후에 중화인민공화국의 일부로 간주되므로 회원국이 아니다. 참고로 남극 대륙에는 독자적인 정부가 없다.
유엔 헌장에서는 회원 자격을 다음과 같이 밝히고 있다.

1. 유엔은 평화를 사랑하는 모든 국가에 열려있는 기구이며 유엔의 판단 하에 현재의 헌장 규약을 준수할 것을 기꺼이 밝힐 국가라면 회원국의 지위를 얻을 수 있다.
2. 회원 자격에 대해서 어느 국가가 동의를 한다면 총회 논의를 통해 관련국 회원가입을 안전보장이사회에서 결정할 수 있다.

— 헌장 1, 2, 4장

G-77은 유엔 내에서 개발도상국의 경제사회 발전과 외교력 증진을 꾀하고자 회원국 내에서 생겨난 기구이다. 초기 가입국은 77개국이며 지금은 130개국으로 그 수가 늘었다. 1965년 6월 15일 설립됐으며 유엔 무역개발협의회에서 발표한 "77개국 협정 선언"에 따라 효력을 발휘했다. 최초로 주목을 받았던 회의는 1967년 알제리에서 열렸다.

연도별 유엔 가입국 지도
1945년 유엔 창립 회원국으로 가입한 나라
1946년부터 1959년 사이에 유엔에 가입한 나라
1960년부터 1989년 사이에 유엔에 가입한 나라
1990년 이후에 유엔에 가입한 나라

## 분담금
유엔은 회원국들의 분담금을 정해 자발적으로 일종의 회비를 걷는다. 보통 2년 단위로 예산을 측정하며 유엔 총회에서 정한 분담 비율에 따라 국가에 따라 부과된다. 정기 총회에서는 예산을 측정하는 과정에서 각 회원국 간 분담금을 정하기도 한다.
최대 소비 부분은 평화유지군을 비롯한 안보 관련 문제에 배정된다. 평화유지에 관련한 예산은 2005-2006년 간 7만 명의 군인이 전 세계에서 17개의 임무를 수행하면서 대략 50억이 쓰였다.
유니세프나 UNDP 등 전문기구는 자발적인 회원국의 분담금으로 자금을 운용하기에 유엔 자체의 예산과는 별도이다. 대부분이 자금 관련 기부로 이뤄지지만 농산물이나 생필품의 형태로 기아 인구를 위해 제공되기도 한다.
총회에서는 유엔이 특정 국가에 지나치게 재정적으로 의존해서는 안 된다는 원칙을 마련해놓고 있다. 이에 한 나라가 충당할 수 있는 분담금의 최고 비율은 일반 예산마다 제한을 받는다.2000년 12월 총회에서는 최근의 세계 경제 상황을 감안해 분담금 산정 방법을 개정하게 됐다. 최고 분담 비율이 25%에서 22%로 줄어든 것이 한 조항이며 이에 해당하는 국가는 미국이 유일하다. 현재 유엔의 연간 예산은 대략 41억 9천만 미국 달러에 준한다.
유엔 기부액만큼은 미국이 전세계 1위다. 유니세프 같은 기구는 전액 기부금으로만으로 운영되니 미국이 없으면 사단난다. 실제로 미국 트럼프 정부때 미국이 유엔 기부금을 대폭 감축하자 유엔이 공개적으로 직원들 임금줄 돈도 없다면서 호소한적이 있었다. 이런 상황이 벌어지는게 유엔총회에서 의결하는 문제는 전부 의무분담금에서 예산이 책정되기 때문에 수틀리면 분담금을 안 내버려도 되지만, 그렇다고 굶어죽는 어린애들을 보고 모르쇠 할 수는 없어서 분담금으로 낼 돈을 기부금으로 내버리는 것이다. 그래서 국제연합이 지금의 미국과 같이 강대국에 지나치게 의존하는 일을 막기 위해 전체 예산 (2012~2013년 2년간 55억 달러)의 22% 이상을 한 나라가 지불할 수 없도록 정하고 있고 미국은 22%를 지불하고 있다. 참고로 대한민국의 유엔 기부금은 점점 증가하는 추세이다. 현재에는 브라질이나 러시아보다 많은 분담금을 내야된다.
유엔 분담금을 납부하지 않으면 투표권이 상실된다. 대표적으로 이란은 유엔 측으로부터 분담금을 연체해 총회 투표권이 상실됐다는 통지를 받은 상태다. 이란의 유엔 분담금 연체액 규모는 총 6천400만 달러(약 763억원)에 달한다. 다만 투표권 회복을 위해서는 이 가운데 1천800만 달러(약 215억원)를 우선 납부하면 되는 것으로 알려졌다. 예산의 최소 0.001%는 아무리 규모가 작은 후진국이라도 지불해야 한다.
국제관계가 전쟁만 있는 것이 아니고, 무역분쟁이나 환경문제 등 사람이 살아가는 데는 전쟁 말고도 할 일이 많은데 이 방면에서의 영향력은 설립 당시보다 크게 늘어났다. 범인류를 아우를 수 있는 국제기관이라고 할 수 있는 것은 유엔이 유일하기 때문이다. 때문에 현재는 설립 목적인 전쟁방지와 평화유지보다는 포괄적인 국제문제의 조정 기구에 가까운 현실이다. 여기엔 심지어 학술회의 등 인문 협력까지 포함되어 영역이 매우 넓다.

## 현재의 상임이사국
| 국가   | 현재           | 과거                                                                           | 현재 지도자                                   | 현재 대표            |
| ------ | -------------- | ------------------------------------------------------------------------------ | --------------------------------------------- | -------------------- |
| 중국   | 중화인민공화국 | 중화민국 (1945–1971)                                                           | 주석: 시진핑 제1서기: 리창                    | 장쥔                 |
| 프랑스 | 프랑스         | 프랑스 (1794) 프랑스 공화국 임시 정부 (1945–1946) 프랑스 제4공화국 (1946–1958) | 대통령: 에마뉘엘 마크롱 총리: 가브리엘 아탈   | 니콜라 드 리비에르   |
| 러시아 | 러시아         | 소련 (1945–1991)                                                               | 대통령: 블라디미르 푸틴 총리: 미하일 미슈스틴 | 바실리 네벤지야      |
| 영국   | 영국           | N/A                                                                            | 군주: 찰스 3세 총리: 키어 스타머              | 바버라 우드워드      |
| 미국   | 미국           | N/A                                                                            | 대통령: 조 바이든                             | 린다 토머스 그린필드 |

## 활동

### 유엔 평화유지군

군청색: 현재 유지군 파견 지역, 연청색:옛 활동 지역

유엔은 안보리의 결정에 따라 평화유지군을 분쟁이 발생하는 지역에 파견하고 있다. 유엔은 독자적인 군사 체계가 없으므로 대개 국가의 자발적인 병력 지원에 따라 파견되며 발생하고 있는 평화 협정의 진행 상황에 따라 전쟁이 다시 일어나지 않도록 치안 상황을 점검하는 역할을 수행한다. 이러한 공로를 인정받아서, 유엔 평화유지군은 1988년 노벨평화상을 수상했다.
창설 때부터 창설국들은 국가 간 분쟁 상황이 일어나면 산발적인 전쟁의 재발이 일어나지 않도록 예방하자는 데 동의했다. 그러나 냉전의 지속과 함께 여러 국가의 유지 병력 파병 및 결의는 극도로 이루어지기 어려웠다. 탈냉전에 이르면서 유엔 자체적으로 과거 동의안에 대한 결의가 이뤄졌으며 2015년 기준으로 현재 16곳에 파견되어 있다. 대개는 민족 간 분쟁, 정치적 상황으로 인한 치안 붕괴에 해당한다.

### 한국 전쟁 (6.25 전쟁)
유엔은 1950년부터 1953년까지 벌어졌던 한국 전쟁에 개입했다. 1950년 조선민주주의인민공화국이 대한민국을 침략한 직후에 안보리는 이를 침략 행위로 규정하고 즉각 철수를 요구했다. 이어서 7월, 처음으로 유엔군을 결성하여 참전했는데, 6.25전쟁 당시 참전국은 1951년 초까지 총 16개국이었다. 군대 파견을 신청한 국가 21개국 중 실제로 파병을 한 16개 국가의 분포는 미국, 캐나다 북미 2개국, 콜롬비아 남미 1개국, 오스트레일리아, 뉴질랜드, 필리핀, 태국 아시아 4개국, 남아프리카공화국, 에티오피아 아프리카 2개국, 영국, 벨기에, 프랑스, 그리스, 룩셈부르크, 네덜란드, 터키 유럽 7개국이다. 현재 기준으로 다시 집계해보면 프랑스 령 소속으로 참전한 나라로 토고도 있다.
이들 참전국들은 유엔이 요구하는 최소 규모인 1개 대대 병력(약 1,200명) 이상을 파견하였다. 주요 참전 병력은 1953년을 기준으로 영국 약 1만 4,200명, 캐나다 약 6,100여 명, 터키 약 5,500여 명, 오스트레일리아 2,200여 명 등이다. 1953년까지 한국 전쟁에 참여한 연합군은 미국을 제외하고 총 3만9천여 명에 이르며, 미국을 포함할 경우 총 34만 1천여 명에 이른다.
또한 유엔 결의문에 따라 회원국 및 국제 기구들이 각종 지원을 하기 시작했는바, 5개국(스웨덴, 인도, 덴마크, 노르웨이, 이탈리아)이 병원 혹은 병원선 등 의료 지원을, 그리고 40개 회원국과 1개 비회원국(이탈리아)과 9개 유엔 전문 기구가 식량 제공 및 민간 구호 활동에 참여하였다. 중국의 개입 이후에 미국은 북대서양 조약 기구(NATO, 나토) 증강 등의 약속에 비추어 유럽 국가와 기타 회원국들의 참전을 요청하였으나, 중남미, 아시아, 아프리카 국가들로부터의 참전은 콜롬비아, 에티오피아, 필리핀, 태국 등 4개국에 국한되었다. 거의 대부분의 제3세계 국가들은 그들이 집단 안보에 대한 정치적 지지를 보냈음에도 불구하고 실질적으로는 참전 여건이 되지 못하였다. 유엔은 또한 1951년 8월 총회 결의 제500호를 통해 중국과 조선민주주의인민공화국에 대한 경제 제재를 채택하는 등 다각도의 전쟁 지원책을 강구하였다.

## 비판

### 강대국에 대한 의존
1950년대 이래 유엔의 조직과 그 활동에 대해 논란과 비판이 있어 왔다. 미국에서는 초기의 유엔 반대자였던 존 버치 협회(John Birch Society)는 유엔의 목적은 "하나의 세계 정부"를 이루는 것이라며, 1959년 "UN에서 US(미국)을 몰아내라"는 캠페인을 전개했다. 1967년 리처드 닉슨은 미국 대선 중에 유엔을 당시 냉전과 같은 당면 문제를 해결하기에 "쓸모없고 부적절"하다고 비판했다. 로널드 레이건이 미국의 유엔 대사로 임명한 잔 커크패트릭(Jeane Kirkpatrick)은 1983년 뉴욕 타임즈에 유엔 안전 보장 이사회의 토론 과정을 두고 정치적 논의나 문제 해결 노력보다는 미국의 "강도짓과 유사하다."고 기고한 바 있다. 2003년 2월 미국의 이라크 침략이 임박하자(미국은 이라크 전쟁에 대해 유엔의 승인을 얻지 못했다.), 조지 W. 부시는 "자유 국가는 무능하고 부적절한 말싸움 집단 때문에 미국이 역사에서 사라지게 놔두지 않을 것이다"라고 말했다. 2005년 부시는 존 볼턴을 유엔 대사로 임명했는데, 볼턴도 유엔을 수차례 비판했다. 1994년 "유엔 같은 것은 없다. 단지 국제 공동체가 있을 뿐이며, 오직 지금의 최강국 미국만이 세계를 이끌 수 있다."고 말하기도 했다.
또한 총회에서 모든 나라가 찬성하더라도 상임이사국 다섯 나라가 반대한다면 그 의제는 부결된다. 그 중 미국과 러시아는 유엔의 의사 결정에 크게 영향을 미치고 있다.

### 아이티 콜레라 창궐에 대한 무시
아이티에서는 2010년 대지진 이후 평화유지군이 주둔했는데, 이때 네팔 부대가 쓰고 버린 물을 제대로 처리하지 않아 전 지역에 콜레라가 창궐, 7년간 9,500명이 사망했다.
하지만 반기문 사무총장은 이를 5년 동안 인정하지 않다가 2016년 12월 공식 사과했다. 그 동안 유엔은 아이티 내에서 콜레라가 창궐한 것이라며 책임을 피해왔다.

### 전쟁을 막아내지 못한 단점
본래 제2차 세계대전의 피해를 겪은 국가들이 전쟁을 벌이지 않도록 결성하였던 기구였다는 점이 있지만 아쉽게도 이와는 달리 창설 이래 여러 전쟁들이 발발하게 되었고 그 전쟁을 막아내지 못하였던 점도 있다. 대표적으로 1950년 한국전쟁이 있으며 UN이 창설된지 5년 만에 일어난 전쟁이자 미국 정부가 당시 국무장관이었던 에치슨이 에치슨 라인을 발표하여 한국을 방위선에서 제외시키고 1949년 주한 미군의 전투병력을 본국으로 철수한 것을 사전에 방지하지 못한 점으로 인해 결국 1950년 6월 25일에 한반도에서 남북간 전쟁이 일어나는 비극을 만들었던 점이 있다. 이에 대해 미국을 주력으로 창설 이래 다국적 전투파병 16개국과 의료지원 5개국으로 결성된 UN 지원군이 결성되어서 대한민국에 급파되었던 계기가 되었다.
한국전쟁 이후에는 베트남에서 전쟁이 발발하고 여기에 중동전쟁과 사담 후세인의 이라크가 쿠웨이트를 무력침공하는 걸프전쟁도 발발하게 되면서 창설 이후 전쟁을 막아내지 못하였던 점도 있다. 다만 전신인 국제연맹과는 다르게 나치 독일이나 이탈리아 왕국, 일본 제국 등 정회원국이 국제연맹을 탈퇴하였던 것에 비하면 이라크는 전쟁을 일으킨 이후에도 UN 정회원 지위를 유지하며 쿠웨이트를 침공했다는 점에서 다른 면이 있다.

### 대한민국의 UN 가입 시도에 대한 부결
대한민국은 1949년 정부수립을 계기로 UN 정회원국으로의 가입을 시도한 적이 있었다. 그러나 조선민주주의인민공화국을 지원하는 상임이사국인 소련이 유일하게 반대를 하여 대한민국 정회원 가입이 부결되었고 다시 1955년에 재신청을 하였으나 이 역시 소련의 반대로 부결되었다. 이듬해인 1956년에 미국을 주도로 한 자유진영국 13개국의 의결로 대한민국의 정회원 가입에 대한 논의가 시작되었으나 이 역시 소련이 극구로 반대하여 부결되었다. 소련은 조선민주주의인민공화국을 지원하는 입장에서 자신들의 적국이자 미국의 동맹국인 대한민국에 대한 부정적인 태도를 취하고 있으며 한국전쟁 때도 대한 지원 논의에도 대사가 불참하는 등 일방적으로 대한민국에 대한 노골적인 적대성향을 드러내었다. 소련의 반대로 한동안 가입을 보류하였다가 1973년 박정희 정부가 조선민주주의인민공화국의 UN 가입에 반대하지 않을 것이라며 희망을 가졌으나 조선민주주의인민공화국의 김일성이 영구 분단을 조장한다며 반대하였고 고려연방공화국이라는 단일 국호로 가입하자고 맞섰다. 1975년 남북베트남의 가입을 계기로 다시 대한민국에 대한 가입신청이 논의되었으나 안전보장이사회에서 부결되어 가입이 좌절되었다. 사유로는 소련과 소련을 등에 업은 폴란드, 헝가리, 체코슬로바키아, 유고슬라비아, 쿠바 등의 공산권 국가가 반대하였던 것으로 알려졌다. 1980년대 들어서 1988년 서울 올림픽 대회를 계기로 미국과 소련이 참가하면서 헝가리, 오스트리아, 인도 등이 대한민국의 UN 가입희망을 지지하였고 쿠바, 말리, 르완다 등 공산권 성향 국가들이 반대하였다. 1990년대 들어서 한소 수교가 이뤄지고 한 - 동유럽 국가들과의 수교가 이뤄진 것을 계기로 1991년 대한민국의 UN 가입 논의가 시작되어서 그 해 대한민국과 조선민주주의인민공화국의 UN 동시가입이 이뤄졌다.
남한의 유엔 가입 시도와 여러 차례의 실패는, 이 같이 어느 나라가 UN 가입을 희망해도 상임이사국 5개국이 반대하면 가입이 좌절되는 것을 여과없이 잘 보여주는 사례다. 오늘날 일부 미승인국들, 즉 팔레스타인과 코소보와 같은 나라들도 비슷한 상황에 놓여있다고 볼 수 있다.

## 같이 보기
- 빌데르베르크 그룹
- 유럽 연합
- 유엔 전문 기구

## 참고 자료
- 반기문 유엔 사무총장. 한국방송공사 국제방송, 2006.
- 유엔 현황. 유엔 자료실, 서울대학교 중앙도서관, 2006.
- 유엔은 세계정부가 될 것인가 보관됨 2005-03-05 - 웨이백 머신. 〈새 천년, 새 세기를 말한다〉, 한겨레신문, 1998년 8월 5일.
- (영어) 유엔 조직도. 유엔 공보실, 2006.

### 내용주
1. ↑  On 1971년 10월 25일, 미국의 반대에서 불구하고 공산당이 통치하는 중국 본토 정부인 중화인민공화국이 타이완 중화민국을 대체했다.
2. ↑  중국의 법적인 지도자는 중국 주석이지만, 1993년부터 인수인계 기간을 제외하고 중국 공산당 중앙위원회 총서기가 상시 겸직하고 있다. 현재 중화인민공화국의 최고지도자는 시진핑 주석이다.

### 참조주
1. ↑  Official Languages 보관됨 13 7월 2021 - 웨이백 머신, www.un.org. Retrieved 31 December 2021.
2. ↑  “WordOrigins.org”. 2016년 3월 31일에 원본 문서에서 보존된 문서. 2008년 8월 8일에 확인함.
3. ↑  UN의 역사
4. ↑  유엔의 역사와 그 이정표
5. ↑  “UN Charter: Chapter III”. United Nations. 2008년 3월 24일에 확인함.
6. ↑  유엔 헌장 제 97조 (영어 위키소스)
7. ↑  99조 (영어 위키소스)
8. ↑  “Statute of the Court”. 2011년 6월 29일에 원본 문서에서 보존된 문서. 2008년 8월 12일에 확인함. 다음 글자 무시됨: ‘ International Court of Justice ’ (도움말)
9. ↑  http://www.icj-cij.org/court/index.php?p1=1&PHPSESSID=26e84ff7b1a8f1f3edf82cf94f3a7d68 보관됨 2007-12-14 - 웨이백 머신 The Court
10. ↑  http://www.icc-cpi.int/pressrelease_details&id=47&l=en.html 보관됨 2021-05-14 - 웨이백 머신 International Criminal Court}}
11. ↑  http://www.un.org/en/documents/charter/chapter9.shtml
12. ↑  United Nations Member States
13. ↑  http://www.g77.org/doc/ 보관됨 2013-11-12 - 웨이백 머신 G-77에 관하여
14. ↑  Fifth Committee Approves Assessment Scale for Regular, Peacekeeping Budgets, Texts on Common System, Pension Fund, as it Concludes Session (언론 자료)
15. ↑  background Note - United Nations Peacekeeping Operations
16. ↑  “Ambassador Zhang Jun, PR”. 《chnun.chinamission.org.cn》. 2020년 3월 26일에 원본 문서에서 보존된 문서. 2020년 5월 6일에 확인함.
17. ↑  “Nicolas de Rivière”. 《France ONU》 (영어). 2019년 10월 30일에 원본 문서에서 보존된 문서. 2020년 5월 6일에 확인함.
18. ↑  “Постоянное представительство Российской Федерации при ООН”. 《russiaun.ru》. 2020년 5월 6일에 확인함.
19. ↑  “Barbara Woodward DCMG”. 《GOV.UK》 (영어). 2020년 12월 9일에 확인함.
20. ↑  “Ambassador Linda Thomas-Greenfield”. 《usun.usmission.gov》 (영어). 2021년 2월 26일에 확인함.
21. ↑  “우승택의 부자완성프로젝트 15회”. 불교방송. 2020년 3월 19일에 확인함.
22. ↑  "유엔, 아이티 콜레라 대응 잘못" 공식사과.
23. ↑  “UN 가입을 위한 한국 정부의 외교 노력”. 2018년 11월 21일에 확인함.